# Sara Pelham Speaks
Sara Pelham Speaks (Washington, D.C., 7 de novembro de 1902 — Nova Iorque, 23 de agosto de 1984) foi uma advogada, política e ativista norte-americana. A primeira mulher negra a concorrer a uma cadeira no Congresso de Nova Iorque, em 1944, como candidata Republicana, em oposição ao Democrata Adam Clayton Powell Jr.

## Infância e Educação
Sara Pelham nasceu em Washington, D.C., filha de Robert A. Pelham e Gabrielle Lewis Pelham. Seu pai era advogado, jornalista e funcionário público, e sua mãe era pianista e professora de música e fundadora do Detroit Study Club. Sua irmã, Dorothy Pelham Beckley, foi a segunda presidente nacional da irmandade afro-americana Delta Sigma Theta. Sara era sobrinha do notável engenheiro civil Frederick Blackburn Pelham, o primeiro afro-americano diplomado em engenharia no estado de Michigan.
Pelham fez o ensino médio na escola pública Dunbar High School e formou-se em química pela Universidade de Michigan em 1924. Durante a graduação, Sara protestou contra o comportamento racista por parte de um pastor local, que recusou-se a servi-la na lanchonete próximo ao campus. Pelham tentou dar voz aos problemas de racismo no campus, mas a Universidade ignorou a ocorrência e tentou convencê-la a silenciar.
Em 1936, formou-se em Direito pela Universidade de Nova Iorque.

## Carreira
Speaks ajudou seu pai a organizar o Capital News Service e trabalhou como jornalista em Washington, D.C. depois da faculdade. Sara concorreu a um lugar na Assembleia do Estado de Nova York em 1937, onde ganhou as primárias, mas perdeu a eleição geral por uma pequena margem para um candidato também afro-americano, da sociedade democrata Tammany Hall, que em sua campanha, espalhou rumores sobre Sara de que ela era de origem branca, com o objetivo de enganar os eleitores negros de seu distrito. Em 1944, ela concorreu uma cadeira no Congresso em Nova York como candidata republicana contra o democrata Adam Clayton Powell Jr., mas perdeu de forma expressiva (3.358 votos por 734 votos). Sara foi a primeira mulher negra a ser candidata de um grande partido para uma cadeira no Congresso. O New York Amsterdam News enquadrou a perda de Sara nas eleições como uma promessa de sucesso futuro: "O velho precedente foi quebrado e um caminho foi aberto para fileiras de mulheres negras congressistas. O futuro reserva isso." Em 1948, Speaks foi expulsa da ordem dos advogados pelo Departamento de Apelação da Suprema Corte de Nova Iorque, após acusações de má conduta com seus clientes.
Speaks exerceu atividades na The Urban League, na organização Delta Sigma Theta e no The New York State Federation of Business and Professional Women's Clubs e trabalhou em campanhas presidenciais para o partido republicano nos anos de 1932, 1936 e 1940.

## Vida pessoal
Sara casou-se, em 1926, com o médico F. Douglas Speaks, com que teve um filho. Morreu em 1984, aos 81 anos, em Nova York.